# Автошлях Т 1820
Автошля́х Т 1820 — автомобільний шлях територіального значення у Рівненській області. Пролягає територією Здолбунівського району через Кунин — Зелений Дуб. Загальна довжина — 26 км.

## Маршрут
Автошлях проходить через такі населені пункти:
| Автошлях Т 1820      |        |
| Рівненська область   |        |
| Здолбунівський район |        |
| Кунин                | Т 1801 |
|                      | Т 1825 |
| Озерко               |        |
| Борщівка Перша       |        |
| Буща                 |        |
| Мости                |        |
| Зелений Дуб          |        |